# Хрестовий похід нескінченності (комікс)
«Хрестовий похід нескінченності» (англ. «The Infinity Crusade») — обмежена серія коміксів із шести випусків американського видавництва Marvel Comics у 1993 році. Сценарій для серії був написаний Джимом Старліном, а художниками твору стали такі митці, як Рон Лім, Ієн Лафлін, Ел Мілґром, Джек Мореллі. Це остання третя глава «Саги нескінченності». 
Це продовження сюжету коміксів «Рукавиця нескінченності» «Війна нескінченності» від однієї творчої команди. Серія зображує останню битву між супергероями Землі та доброю стороною особистості Адама Ворлока.

## Історія публікації
Основна історія чергувалася між «The Infinity Crusade» #1-6, «Warlock and the Infinity Watch» #18-22, «Warlock Chronicles» #1-5.
Додаткові тай-іни серії: «Alpha Flight» #122-124, «Avengers West Coast» #96-97, «Cage» #17, «Darkhawk» #30-31, «Deathlok» #28-29, «Doctor Strange, Sorcerer Supreme» #54-56, «Iron Man» #295, «Marc Spector: Moon Knight» #57, «Silver Sable and the Wild Pack» #16-17, «Silver Surfer» #83-85, «Thor» #463-467, «Web of Spider-Man» #104-106.
Усі ці комікси були опубліковані з червня по листопад 1993 року.

## Персонажі
- Месники
- Месники Західного узбережжя
- Фантастична четвірка
- Люди Ікс
- Ікс-Фактор
- Альфа-політ
- Нові воїни
- Патруль нескінченності
- Адам Ворлок
- Танос

## Колекційні видання
Історія й супутні тай-іни були зібрані у двох книгах, кожна з яких має 248 сторінок.
| Назва                            | У збірку входять...                                                                             | Дата публікації | ISBN               |
| -------------------------------- | ----------------------------------------------------------------------------------------------- | --------------- | ------------------ |
| «The Infinity Crusade. Volume 1» | «The Infinity Crusade» #1-3, «Warlock Chronicles» #1-3, «Warlock and the Infinity Watch» #18-19 | Грудень 2008    | ISBN 0-7851-3127-2 |
| «The Infinity Crusade. Volume 2» | «The Infinity Crusade» #4-6, «Warlock Chronicles» #4-5, «Warlock and the Infinity Watch» #20-22 | Лютий 2009      | ISBN 0-7851-3128-0 |